# ماري إليزابيث برايس
ماري إليزابيث برايس (بالإنجليزية: Mary Elizabeth Price)‏ هي رسامة أمريكية، ولدت في 1 مارس 1877 في مرتينسبورغ في الولايات المتحدة، وتوفيت في 19 فبراير 1965 في ترنتون في الولايات المتحدة.